# Grillotia pristiophori
Grillotia pristiophori is een lintworm (Platyhelminthes; Cestoda). De worm is tweeslachtig. De soort leeft als parasiet in andere dieren.
Het geslacht Grillotia, waarin de lintworm wordt geplaatst, wordt tot de familie Lacistorhynchidae gerekend. De wetenschappelijke naam van de soort werd voor het eerst geldig gepubliceerd in 2001 door Beveridge & Campbell.